# Церковь Святого Апостола Петра (Марциальные Воды)
Церковь Святого Апостола Петра — один из старейших храмов Карелии, построенный в 1721 году по проекту Петра I для пациентов первого российского курорта минеральных «марциальных» вод, открытого в 1719 году.
Церковь представляет собой интерпретацию лютеранского храма, является памятником архитектуры петровской эпохи, объектом культурного наследия РФ федерального значения, в котором более трёх столетий сохраняется оригинальное внутреннее убранство и уникальный иконостас.

## История
Строительством храма руководил олонецкий ландрат Григорий Фёдорович Муравьёв. Место для строительства храма было выбрано на террасе, расположенной выше строений курортного комплекса, включая гостевой императорский дворец.
Здание храма рублено из соснового бруса «в лапу». Здание в плане имеет форму креста, над средокрестием которого расположен плоский восьмигранный купол со шпилем и четырёхгранным крестом. В 1753 году была надстроена колокольня под плоским восьмигранным куполом со шпилем и крестом.
К входному крыльцу в храм ведут деревянные ступени с перилами. Над крыльцом на резных столбах устроена двускатная крыша. Из небольших сеней (притвора) с круглым окном широкий дверной проём ведёт в главное помещение храма, освещённое четырьмя большими окнами. Вход на колокольню и на хоры осуществляется по лестнице, установленной в притворе. Хоры отгорожены от главного помещения храма застеклёнными рамами с коваными петлями, нижняя часть перегородки хоров глухая.
Основной объём главного помещения храма — зального типа, в нём, как и в алтаре, — большие окна, имитирующие полуциркульные.
Центральным элементом внутреннего пространства храма является двухъярусный резной иконостас, перевезённый из церкви Апостола Петра лодейнопольской верфи в 1721 году.
Иконостас состоит из местного и праздничного рядов (ярусов). Местный ряд включает иконы Спаса Вседержителя, Богоматери Одигитрии (Путеводительницы), Апостола Петра, Александра Невского, Иоанна Златоуста и Николая Чудотворца. Иконы местного ряда выполнены в темперной технике. Главная храмовая икона — «Апостол Петр», написана в 1720 году, содержит два сюжета: изображение молящегося апостола и морской пейзаж за его спиной, на котором изображена парусная лодка с пятью апостолами под трёхцветным морским флагом России. В 1724 году перед иконой апостола Петра царь повесил собственноручно изготовленное из слоновой кости паникадило «на семь рожков» (хранится в фондах Государственного музея истории Санкт-Петербурга).
Иконы второго яруса — с изображением «Страстей Христовых», за исключением «Тайной вечери» — круглые, написаны маслом на холсте. Иконография большинства икон-картин связана с западноевропейской традицией, отличающейся от традиционной православной традиции. Иконостас украшен деревянной резьбой (виноградная лоза) с раскраской и объемными головками херувимов. Цветовое сочетание — белое и синее.
В алтаре было установлено большое резное распятие.
Отапливалось помещение церкви чугунными печами в виде ваз с языками пламени, установленными в зале и в алтаре. Печи были отлиты в 1721 году на Петровском оружейном заводе.
В интерьере храма имеются особенности, не характерные для традиционных православных храмов: деревянные откидные скамьи у стен и отсутствие царского места.
Церковная утварь и книги по приказу Петра I были переданы храму Александро-Свирским монастырём.
В 1721 году храм был освящен во имя небесного покровителя Российского императора — св. апостола Петра.
Рядом с церковью был построен дом для священника.
После смерти императора, когда курорт минеральных вод стал приходить в запустение, в 1737 году мастеровые Кончезерского чугуноплавильного завода, включая иностранцев, обратились в Канцелярию Олонецких горных заводов с просьбой о регулярном посещении храма в связи с отсутствием церкви на заводе. Указом Святейшего правительствующего синода было разрешено «допускать верующих к оной церкви без всякого медления, кто когда пожелает», и церковь была приписана к Кончезерскому заводу. Церковный притч содержался за счёт казны Олонецких горных заводов
В 1831 году церковь была «перебрана заново» и в 1832 году заново освящена. Следующий ремонт был проведён в 1879 году.

## Внутреннее убранство храма
|           |              |      |        |               |
| Иконостас | Апостол Петр | Хоры | Алтарь | Печь чугунная |

В 1928—1929 годах после проведённых обмеров церковь была включена в «Список памятников КАССР, состоящих на учёте комиссии по охране памятников старины и искусства». В 1935 году церковь взята под охрану государства.
Первая научная реставрация была произведена в 1949 году.
Комплексная реставрация храма была проведена в 1988—1992 годах.
В день поклонения честным веригам апостола Петра 29 января совершается молебен. В день святых первоверховных апостолов Петра и Павла 12 июля проходят службы в церкви.
Музей курорта Марциальных Вод, в состав которого включена церковь, проводит в ней ознакомительные экскурсии для туристов и пациентов санатория.